# Edifici al carrer Major, 15 (Montoliu de Lleida)
L'Edifici al carrer Major, 15 és una obra de Montoliu de Lleida (Segrià) protegida com a Bé Cultural d'Interès Local.

## Descripció
Es tracta d'un immoble cantoner que dona al carrer Major i al carrer Nou. Consta de planta baixa i dos pisos. La coberta és de teula àrab a doble vessant amb carener paral·lel a la façana. S'accedeix a la casa per un portal amb una gran llinda i carreus als brancals. Al primer pis hi ha un balcó amb barana de ferro i dues finestres a cada costat. Al darrer pis hi ha dues finestres petites. Pel que fa, a la façana del carrer Nou trobem una petita finestra a la planta baixa, un balcó al primer pis, de les mateixes característiques que l'altre, i una finestra al segon pis. El parament de pedra està a la vista i destaca l'aresta de la cantonada feta de carreus ben tallats.